# Silvie Akvitánská
Svatá Silvie Akvitánská byla poutnice žijící ve 4. století. Často bývá zaměňována za stejnojmennou světici svatou Silvii, matku papeže svatého Řehoře Velikého.

## Život
Svatá Silvie byla sestrou Flavia Rufina, za vlády Theodosia a Arcadia vysoce postaveného byzantského státníka a stala se poutnicí. Podle Paladiovy knihy Historia Lausiaca byla Silvie Akvitánská hrdá na své asketické návyky a vedla poutnický způsob života ještě ve svých 60 letech.

## Uctívání
Silvie Akvitánská je patronkou těhotných žen. Její svátek se slaví 5. listopadu.
Na konci 19. století byla považována za autorku několika poutních spisů. V moderní době jsou tyto listy však odborníky připisovány Egerii.